# ستيف ثورن
ستيف ثورن (بالإنجليزية: Steve Thorne)‏ هو لاعب كرة قدم بريطاني في مركز الوسط، ولد في 15 سبتمبر 1968 في هامبستاد في المملكة المتحدة. لعب مع نادي برينتفورد ونادي واتفورد.